# Centaurea finazzeri
Centaurea finazzeri — вид квіткових рослин айстрових (Asteraceae). Ендемік Балканського півострова: Албанія, Північна Греція, Сербія, Косово, Північна Македонія, Болгарія.